# Бейкер, Майкл Аллен
Майкл Аллен Бейкер (англ. Michael Allen Baker; род. 1953) — американский астронавт НАСА в звании капитан. Участник 4-х полётов на Спейс шаттл — STS-43, STS-52, STS-68 и STS-81. Капитан флота 1-го класса Соединённых Штатов в отставке, астронавт НАСА и диспетчер программ Международной космической станции для различных экипажей в Космическом центре имени Джонсона. Он ответственен за координацию операций по программам, интеграцию и обучение лётного экипажа, а также поддержку отношений с зарубежными партнёрами. В 4-х полётах провел в космосе 40 суток 5 часов 3 минуты и 16 секунд.

## Детство
Родился 27 октября 1953 года в городе Мемфис, штат Теннесси, но своим родным считает город Лемор в Калифорнии. Активный участник движения «Бойскауты Америки».

## Образование
- 1971 год — окончил среднюю школу в городе Лемор.
- 1975 год — окончил Техасский университет, получил степень бакалавра наук по аэрокосмической технике.

## Членство в организациях
- Общество летчиков-испытателей.
- Ассоциация военных летчиков.
- Исследователи ВМФ США.
- Ассоциация космических исследователей.
- Национальная ассоциация аэронавтов.
- Сиерра Клуб (экологическая организация).
- Ветераны Зарубежных войн.
- Член консультативного комитета в Университете Техаса, факультета «космическая техничка».

## Военная служба
- 1975 год — во время учёбы в Университете прошёл программу подготовки офицеров запаса Военно-морских сил и по окончании Университета начал службу в Военном флоте.
- 1977 год — прошёл летную подготовку на авиабазе ВМС США Чейз Филд (NAS Chase Field) в Бивилле (штат Техас) и стал морским летчиком.
- 1978 год — получил назначение в 56-ю штурмовую эскадрилью (Attack Squadron 56), базирующуюся на авианосце Мидуэй (приписан к порту Йокосука, Япония), где пилотировал штурмовики класса A7-E Corsair II.
- 1980 год — переведён в 30-е Авианосное крыло (Carrier Air Wing 30) на должность офицера связи полка, обеспечивающего посадку самолетов.
- 1981 год — прошёл подготовку в Школе лётчиков-испытателей ВМС США (U.S. Naval Test Pilot School) на авиабазе Петьюксент-Ривер, штат Мэрилэнд. Получил назначение в Отделение Оценки пригодности авианосцев (Carrier Suitability Branch) Директората испытаний штурмовых самолетов (Strike Aircraft Test Directorate). Проводил испытания по готовности авианосцев к полётам с их палубы, по катапультируемому взлёту с палубы и принудительной остановке при посадке, а также испытывал систему автоматической посадки на различных авианосцах ВМС США на штурмовиках A-7.
- 1983 год — был переведён в Школу лётчиков-испытателей ВМФ США в качестве инструктора. Затем по программе обмена флотскими инструкторами был откомандирован в Имперскую Школу летчиков-испытателей (Empire Test Pilots' School) в Боском-Дауне, графство Уилтшир, Великобритания. Там он обучал слушателей технике лётных испытаний.

## Классность
Имеет более 5400 часов налета на 50 типах самолетов, включая самолеты с изменяемой геометрией крыла и многомоторные транспортные самолеты. Выполнил более 300 посадок на палубу авианосцев.

## Космическая подготовка
В июне 1985 года был зачислен в отряд астронавтов в качестве пилота 11-м набором НАСА. В августе 1985 года приступил к обучению по курсу Общей космической подготовки (ОКП). Закончил — в июле 1986 года и получил квалификацию «пилота шаттла» и назначение в Отдел астронавтов НАСА.
С января 1986 года по декабрь 1987 года был членом группы, занимающейся доработкой и модификацией системы посадки шаттла, включая управление носовым колесом, тормозами, покрышками и тормозным парашютом для обеспечения большей безопасности при посадке и рулежке. Был оператором по связи с экипажем (CAPCOM) в Центре управления во время нескольких полётов шаттла. Работал в Лаборатории электронного оборудования шаттла (Shuttle Avionics Integration Laboratory — SAIL), занимаясь проверкой программного обеспечения и компьютеров. Был руководителем группы вспомогательного персонала (Astronaut Support Personnel) в космическом центре Кеннеди (Kennedy Space Center).
С декабря 1992 по январь 1994 года работал представителем Директората операций летных экипажей (Flight Crew Operations Directorate) в Отделе программы шаттлов (Space Shuttle Program Office). С марта по октябрь 1995 года являлся координатором НАСА (Director of Operations for NASA) в Центре подготовки космонавтов (ЦПК) имени Ю. А. Гагарина. С октября 1997 года по август 2001 года работал Директором НАСА по программе пилотируемых полётов в России. Занимался вопросами взаимодействия между НАСА и российскими космическими корпорациями и центрами.

## Полёты в космос
- STS-43 (шаттл Атлантис) — в качестве пилота со 2 по 11 августа 1991 года. Продолжительность полёта — 8 суток 21 час 22 минуты 25 секунд.
- STS-52 (шаттл Колумбия) — в качестве пилота с 22 октября по 1 ноября 1992 года. Продолжительность полёта — 9 суток 20 час 57 минуты 13 секунд.
- STS-68 (шаттл Индевор) — в качестве командира корабля с 30 сентября по 13 октября 1994 года. Продолжительность полёта — 11 суток 5 час 47 минуты 10 секунд.
- STS-81 (шаттл Атлантис) — в качестве командира корабля с 12 по 22 января 1997 года. Продолжительность полёта — 10 суток 4 час 56 минуты 28 секунд.

## Награды
- Медаль «За отличную службу» (США).
- Орден «Легион почёта».
- Крест лётных заслуг (США).
- Две Медали «За похвальную службу» (США).
- Медаль за службу национальной обороне (США).
- Три медали — «За участие в экспедиционных силах».
- Премия «За участие в сражении».
- Медаль «За выдающуюся службу» (НАСА).
- Медаль «За выдающееся лидерство».
- Медаль «За исключительные заслуги».
- 4 Медали «За космический полёт».
- 2 Медали «За участие в морской операции».
- Премия «За дальний поход».
- 1993 год — назван «Выдающимся выпускником Техасского Университета».

## Семья
- Жена (бывшая) Кэрен Рут Лав. Сын — Лэсли Энн 05.11.1979. Дочь — Джейн Эшли 05.06.1982.
- Жена — Дейдра Мудариэн.
- Увлечения — теннис, плавание, туризм и отдых на природе, парусный спорт.